# 5548 Thosharriot
5548 Thosharriot è un asteroide della fascia principale. Scoperto nel 1980, presenta un'orbita caratterizzata da un semiasse maggiore pari a 2,9899160 UA e da un'eccentricità di 0,0784459, inclinata di 9,98150° rispetto all'eclittica.
L'asteroide è dedicato all'astronomo e matematico Thomas Harriot che per primo il 26 luglio 1609 utilizzò un telescopio per osservare un corpo celeste, la Luna. È inoltre famoso per aver introdotto in matematica l'uso di > e < come simboli di maggiore e minore.